# Ommexecha virens
Ommexecha virens är en insektsart som beskrevs av Jean Guillaume Audinet Serville 1831. Ommexecha virens ingår i släktet Ommexecha och familjen Ommexechidae. Inga underarter finns listade i Catalogue of Life.